# NGC 5703
NGC 5703 (NGC 5709) é uma galáxia espiral barrada (SBa) localizada na direcção da constelação de Boötes. Possui uma declinação de +30° 26' 33" e uma ascensão recta de 14 horas, 38 minutos e 50,2 segundos.
A galáxia NGC 5703 foi descoberta em 16 de Maio de 1784 por William Herschel.